# Gewargis I
Gewargis (Kafra, ... – 680) è stato un teologo e vescovo cristiano orientale siro, metropolita di Arbela, di Beth Lapat e di Seleucia-Ctesifonte, e patriarca della Chiesa d'Oriente dal 659 al 680 circa.

## Biografia
Gewargis nacque, in data sconosciuta, nel villaggio di Kafra, nella regione del Beth Garmai. Era monaco del monastero di Beth Abe quando entrò in relazione con il vescovo di Ninive, Ishoʿyahb. Quando questi fu eletto patriarca nel 649, scelse l'amico Gewargis come suo successore sulla cattedra metropolitana di Arbela. Secondo Fiey, Gewargis di Kafra è da identificare con il vescovo Gewargis, che il patriarca nominò successivamente alla sede metropolitana di Beth Lapat, con il titolo di amministratore di tutte le province più lontane della Chiesa d'Oriente.
Nel suo Liber Superiorum, Tommaso di Marga racconta i fatti che portarono alla successione al trono patriarcale di Seleucia-Ctesifonte, dopo la morte di Ishoʿyahb III nel 659. Sul letto di morte, il patriarca indicò Gewargis come suo legittimo successore. Gewargis di Kafra, presente alla morte del patriarca, fu eletto e intronizzato come nuovo patriarca della Chiesa d'Oriente. Tuttavia, Ishoʿyahb III non aveva specificato a quale Gewargis volesse affidare la sua successione. Questo portò gli omonimi Gewargis di Nisibi e Gewargis di Perat Maishan a contestare l'elezione del nuovo patriarca.
Durante il suo patriarcato, Gewargis dovette affrontare una rivolta dei vescovi del Beth Qatraye, che aspiravano all'autonomia dai metropoliti di Rew-Ardashir. Per appianare le difficoltà, il patriarca Gewargis I si recò personalmente nel golfo Persico e convocò nel 676 un concilio provinciale a Dayrîn, durante il quale fu istituita canonicamente la provincia ecclesiastica del Beth Qatraye.
Secondo Tommaso di Marga il patriarcato di Gewargis I durò 22 anni, mentre per ʿAmr ibn Mattā 20 anni; probabilmente il suo patriarcato si colloca tra il 659 e il 680/681. Sempre secondo Tommaso, fu sepolto a Hertha.

## Scritti
Il più importante documento che attesta l'opera spirituale e religiosa del patriarca Gewargis è la raccolta dei canoni del sinodo che il patriarca celebrò nel golfo Persico nel 676, conservata nel Synodicon orientale. La raccolta comprende 19 canoni, che riguardano la predicazione, i privilegi e le responsabilità dei vescovi, i processi canonici, il comportamento che devono assumere i chierici, i laici, i monaci e le consacrate vergini.
Di Gewargis I resta anche una lettera, scritta a Mina, corepiscopo della Persia, che è un vero e proprio trattato teologico sulla creazione dell'uomo, sulla sua caduta e sulla necessità della sua redenzione attraverso Gesù Cristo. Nell'opera, l'autore difende l'autorità di Nestorio e di Teodoro di Mopsuestia contro i loro oppositori.
Al patriarca sono anche attribuiti degli inni liturgici per le proclamazioni diaconali durante la Quaresima.